# Pebrot d'Urfa

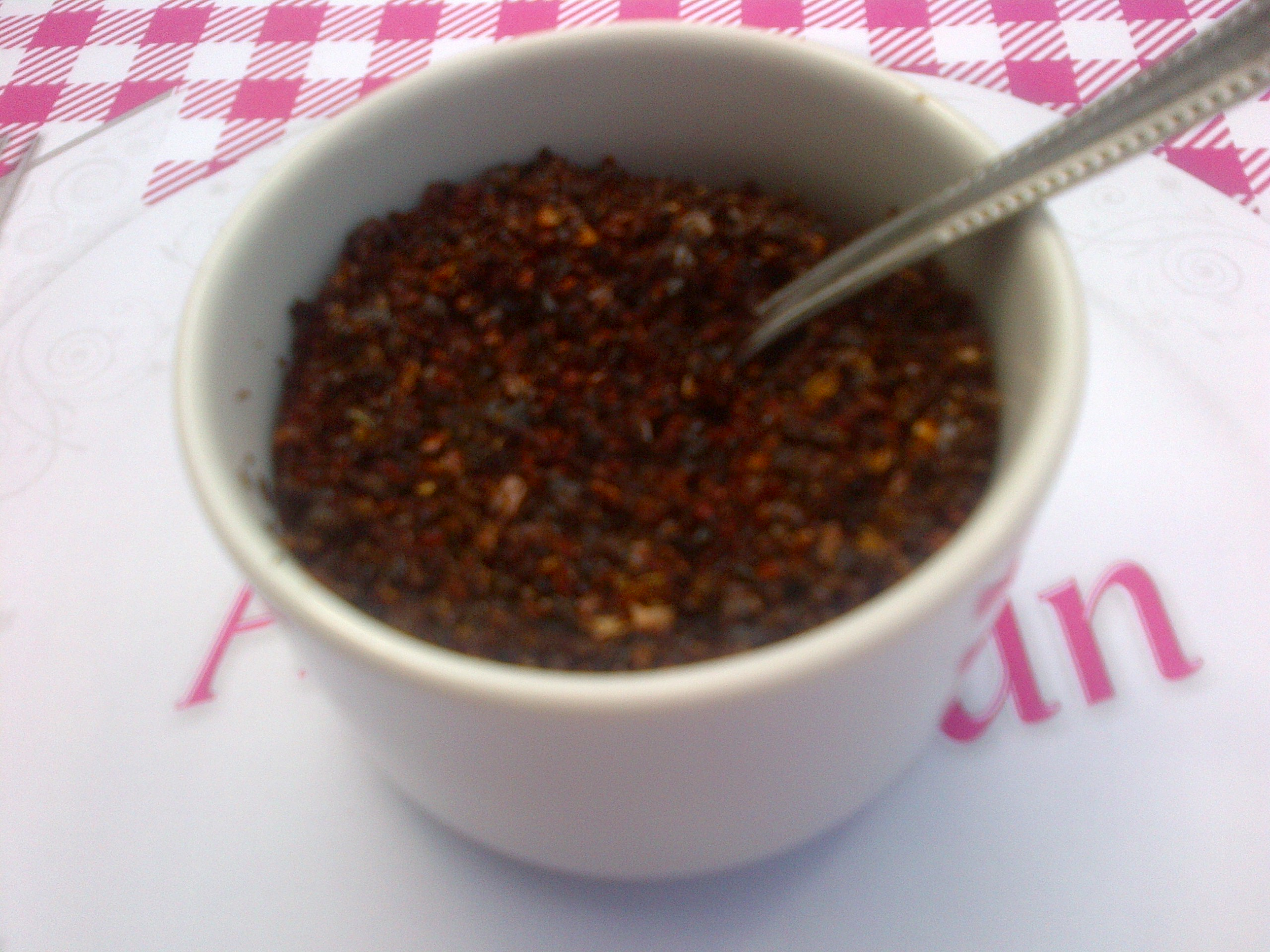
Pebrot d'Urfa o "isot" en la taula d'un restaurant

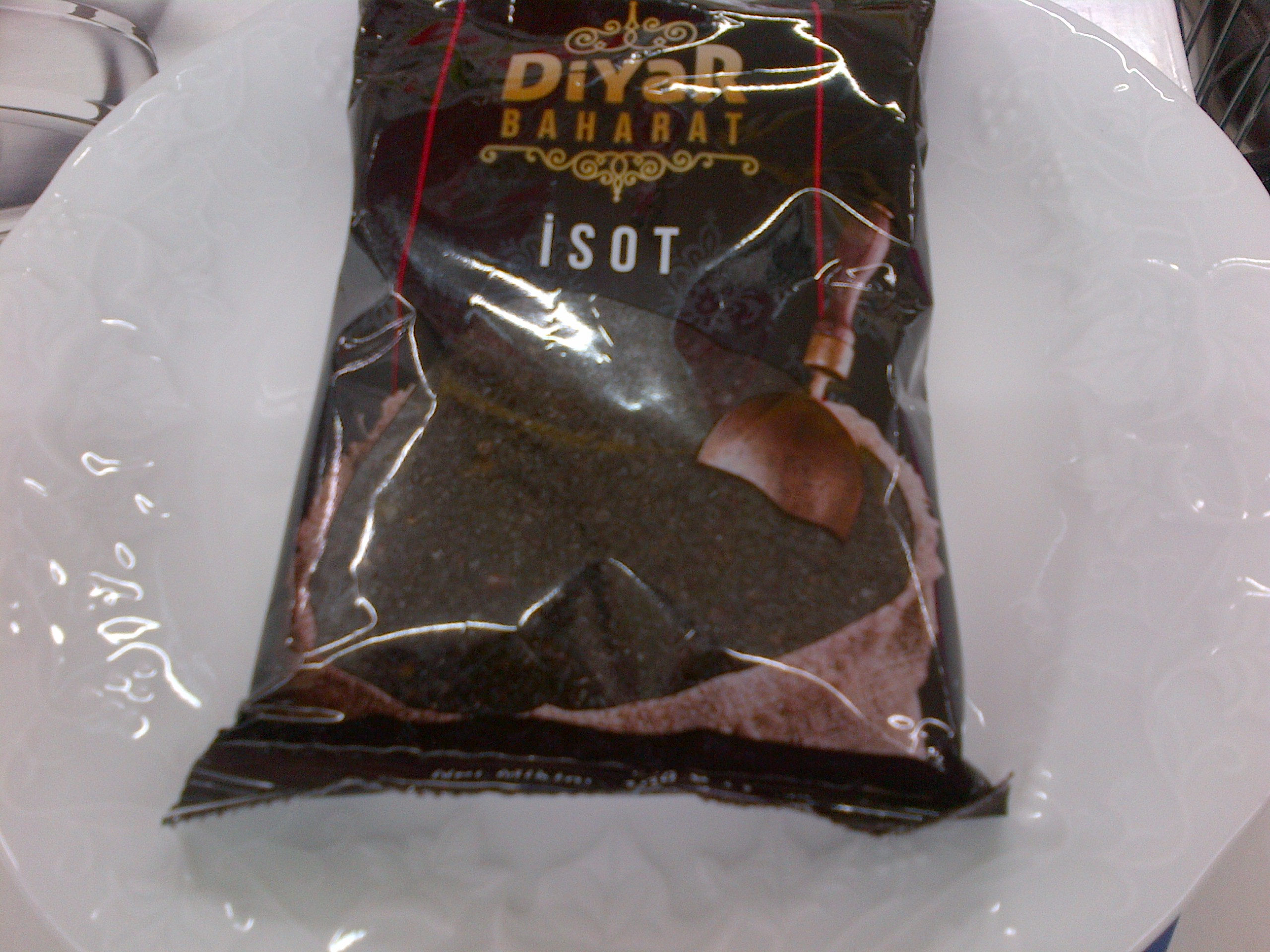
Pebrot d'Urfa o "isot" empacat

El pebrot d'Urfa (Urfa biberi en turc) o isot és un pebrot vermell (més aviat negre) que es prepara fins a obtenir pebrot en escames (com a conseqüència de l'acció de moldre el pebrot) del tipus Capsicum annuum propi de la ciutat i la província d'Urfa a Turquia. Els fruits de la planta d'isot normalment són de color grana o vermell.